# 임시현
임시현(2003년 6월 13일~)은 대한민국의 양궁 선수이다. 2024년 하계 올림픽에 참가하여 대회 3관왕(여자 양궁 개인전, 여자 양궁 단체전, 양궁 혼성 단체전)에 올랐다.

## 경력
2003년 강원도 강릉에서 임지환과 고다현의 딸로 태어났다. 양궁부가 있던 노암초등학교 재학 시절에 양궁을 시작했다. 이후 북원여자중학교를 졸업한 후 강원도를 떠나 서울체육고등학교로 진학했다. 고교 졸업 후에는 한국체육대학교로 진학했다.
2022년에 처음으로 국가대표로 발탁되었으며 이듬해인 2023년부터 국제 대회에 출전하기 시작했다. 2023년 5월 중국 상하이에서 열린 2차 월드컵에 참가하여 첫 국제 대회에 출전했다. 이 대회 개인전에서 10위를 했으며 안산과 강채영과 함께 참가한 단체전에서는 우승을 차지했다. 6월에는 콜롬비아 메데인에서 열린 월드컵 3차 대회에서 멕시코의 앙헬라 루이스를 꺾고 첫 국제 대회 개인전 금메달을 차지했다.
8월에는 독일 베를린에서 열린 2023년 세계 선수권 대회에 참가했다. 개인전에서는 8강에서 체코의 마리에 호라치코바에게 패하여 8위에 올랐고 강채영과 안산과 함께 출전한 단체전에서는 첫 경기 상대인 인도네시아에게 패하면서 9위에 올랐다. 김우진과 함께 출전한 혼성전에서는 개최국 독일을 꺾고 금메달을 획득했다. 이후 9월에는 멕시코 에르모시요에서 열린 월드컵 파이널에서 강채영과 개최국 멕시코의 알레한드라 발렌시아의 뒤를 이어 3위에 올랐다.
10월에는 중국 항저우에서 열린 2023년 아시안 게임에 참가하였다. 여자 개인전 종목에서는 결승에서 대표팀 동료인 안산을 꺾으며 금메달을 획득했고 안산과 최미선과 함께 참가한 단체전에서도 중국을 꺾고 금메달을 획득했다. 또한 이우석과 함께 출전한 혼성 단체전에서도 일본을 누르고 금메달을 획득하면서 대회 3관왕에 올랐다. 같은 해 11월에는 태국 방콕에서 열린 2023년 아시아 선수권 대회에서 참가했으며 최미선, 안산과 함께 단체전 금메달, 이우석과 함께 혼성 단체전 금메달을 획득했다. 개인전에서는 최미선의 뒤를 이어 은메달을 획득했다.
2024년 7월에는 프랑스 파리에서 열린 2024년 하계 올림픽에 참가했다. 임시현은 여자 개인전 랭킹 라운드에서 48발을 10점에 명중하며 총점 694점을 획득하고 라운드에서 1등을 차지했다. 그녀는 2019년 강채영이 세계 양궁 선수권 대회에서 달성했던 692점을 넘어 여자 양궁 개인 랭킹 라운드 세계 신기록과 올림픽 신기록을 세웠다.
7월 2일에 열린 자신의 올림픽 첫 공식 경기인 양궁 여자 단체전 결승에서 대표팀 동료인 남수현, 전훈영과 함께 결승에서 중화인민공화국을 꺾고 금메달을 획득하였다. 이는 대한민국 여자 양궁 대표팀이 단체전에서 획득한 10번째 올림픽 금메달로 대한민국 선수단은 여자 양궁 단체전이 처음으로 올림픽 종목이 된 1988년부터 2024년까지 10회 연속 금메달 획득 기록을 세웠다. 2024년 8월 2일 양궁 혼성 단체전에서 금메달로 2관왕, 이어서 8월 3일, 여자 양궁 개인전에서 금메달을 획득, 대회 3관왕이 되었다.

## 수상

### 수훈
- 대한민국체육상 경기상(2024년)